# Willacoochee
Willacoochee es una ciudad ubicada en el condado de Atkinson en el estado estadounidense de Georgia. En el año 2000 tenía una población de 1.434 habitantes.

## Geografía
Willacoochee se encuentra ubicada en las coordenadas 31°20′7″N 83°2′47″O / 31.33528, -83.04639 (31.335175, -83.046381).
Según la Oficina del Censo, la localidad tiene un área total de 9,8 km² (3,8 mi²), de la cual 9,8 km² (3,8 mi²) es tierra y 0 km² (0 mi²) (0.00%) es agua.

## Demografía
Según la Oficina del Censo en 2000 los ingresos medios por hogar en la localidad eran de $20,871, y los ingresos medios por familia eran $25,536. Los hombres tenían unos ingresos medios de $21,603 frente a los $17,115 para las mujeres. La renta per cápita para la localidad era de $9,301. 